# Marie (biscotto)
Il marie è un tipo di biscotto dolce, simile al rich tea. Mentre quest'ultimo è più popolare nel Regno Unito, il marie è più diffuso nel resto del mondo.

## Descrizione
Il marie è generalmente di forma tonda, con il nome impresso sulla superficie superiore, insieme ad un decoro che corre lungo il margine. È impastato con farina di frumento, zucchero, olio vegetale, ed è spesso aromatizzato alla vaniglia (caratteristica che lo distingue dal rich tea).

## Storia
Il biscotto marie venne ideato a Londra da Peek Freans nel 1874, in occasione del matrimonio tra la granduchessa Marija Aleksandrovna di Russia e il duca di Edimburgo. Divenne popolare in tutta Europa, specialmente in Spagna dove, dopo il termine della guerra civile spagnola, la sua produzione di massa dovuta a un eccesso di cereali divenne un simbolo della ripresa economica del paese.

## Consumo

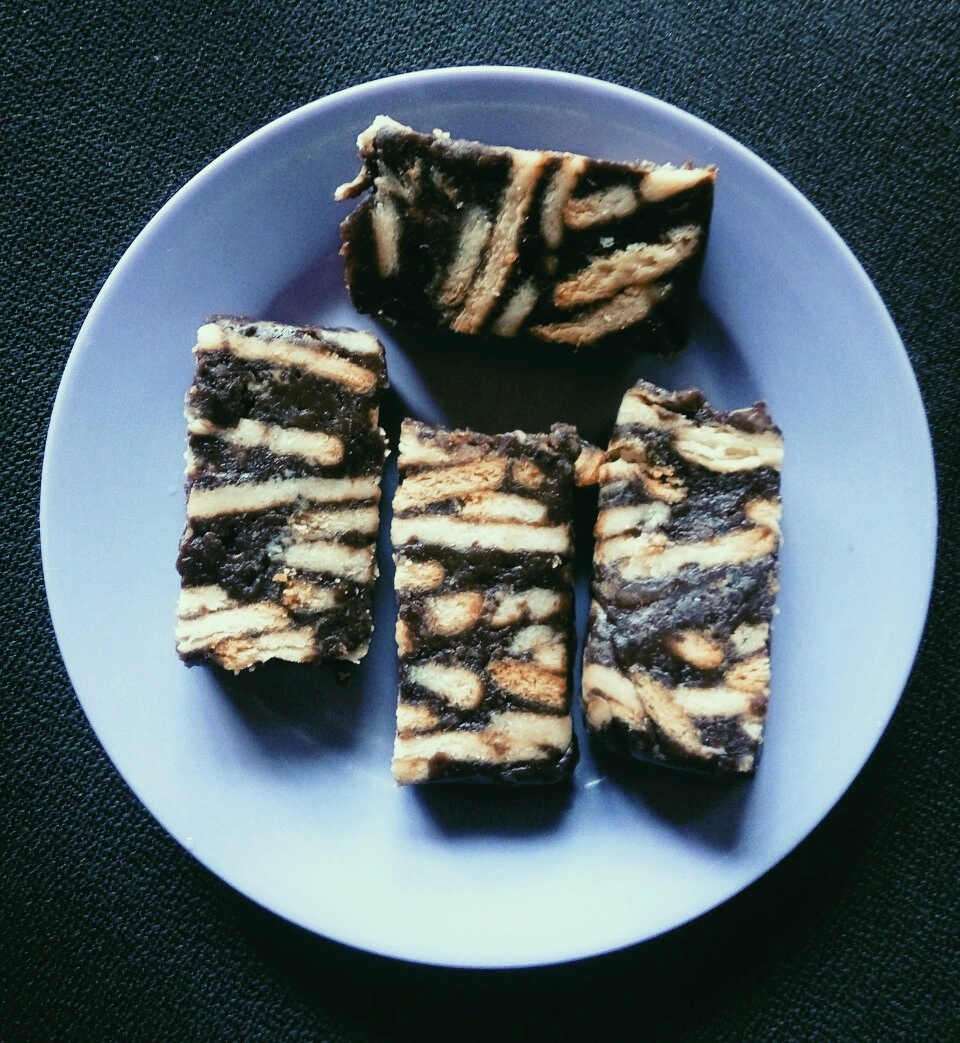
I biscotti marie vengono impiegati per preparare la kek batik, un tipo di torta al cioccolato comune in Malaysia e Brunei

Analogamente al rich tea, il marie è comunemente usato come biscotto da tè. Viene anche consumato spalmato di burro e marmite, oppure coperto con golden syrup, o sbriciolato e unito a crema inglese e gelatina. Viene spesso dato ai bambini e, ammorbidito nel latte, ai neonati. La crema natillas spagnola viene tipicamente servita con un biscotto maria in cima. In Uruguay i biscotti maria vengono serviti con dulce de leche e noce di cocco macinata. In Brasile, vengono usati per preparare la torta de bolacha, formata da strati di marie inzuppati nel latte, alternati con crema al cioccolato o alla vaniglia. In Malesia vengono usati per preparare la kek batik, una torta al cioccolato.